# Badanakuppe, Heggadadevankote
Badanakuppe là một làng thuộc tehsil Heggadadevankote, huyện Mysore, bang Karnataka, Ấn Độ.